# 2MASS J01174748-3403258
2MASS J01174748-3403258 ist ein Brauner Zwerg im Sternbild Bildhauer. Er wurde 2003 von Kelle L. Cruz et al. entdeckt und gehört der Spektralklasse L2 an.